# Pepernoot

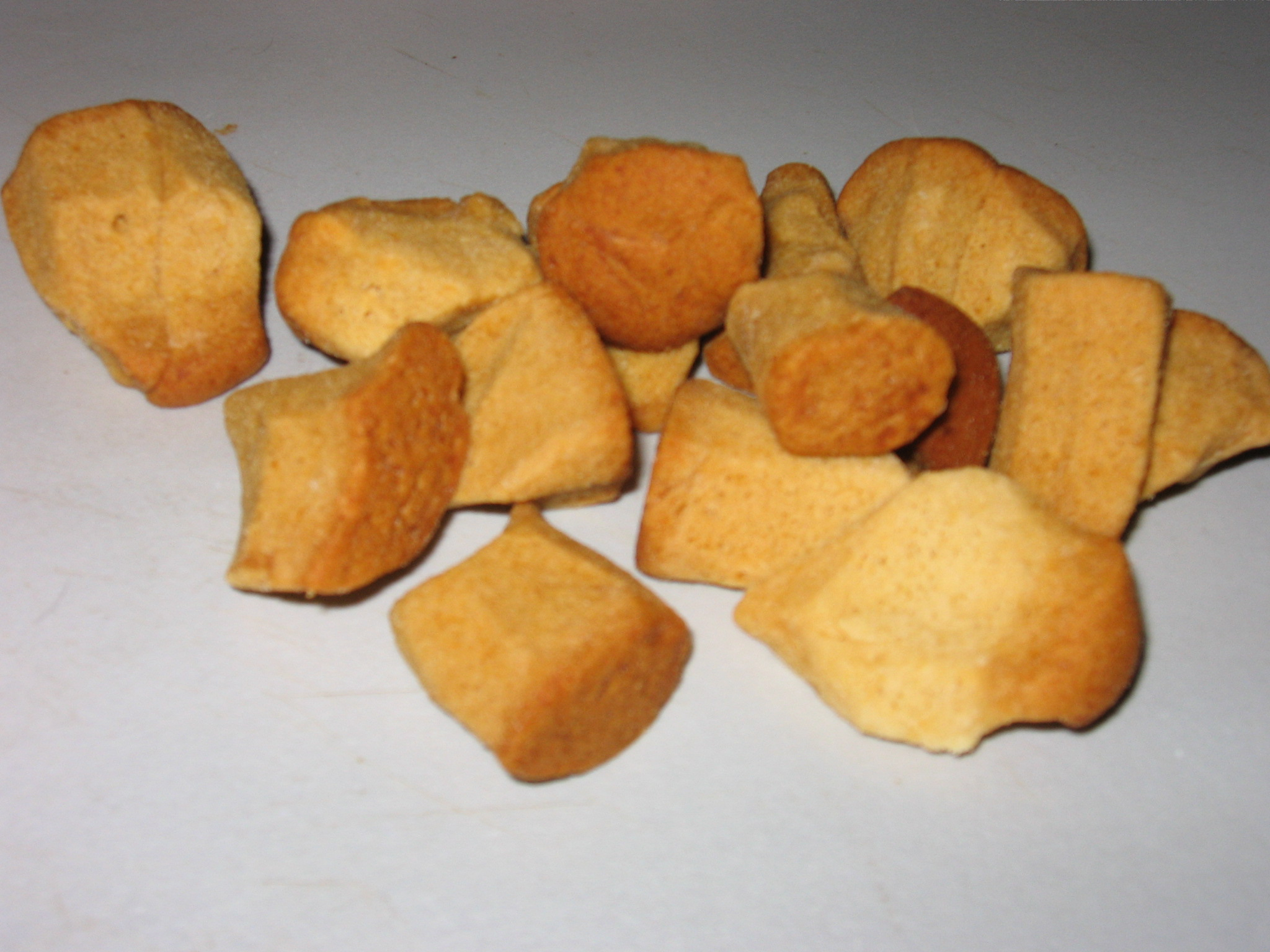
Pepernoten

Pepernoten – miękkie, lecz trudne do ugryzienia ciasteczka z mąki żytniej z dodatkiem anyżu, w postaci jasnobrązowych, nieforemnych kostek, spożywane tradycyjnie w okresie święta Sinterklaas w Holandii, podczas którego są rozdawane dzieciom przez Zwarte Pietów. Nie są dostępne w handlu przez pozostałą część roku.

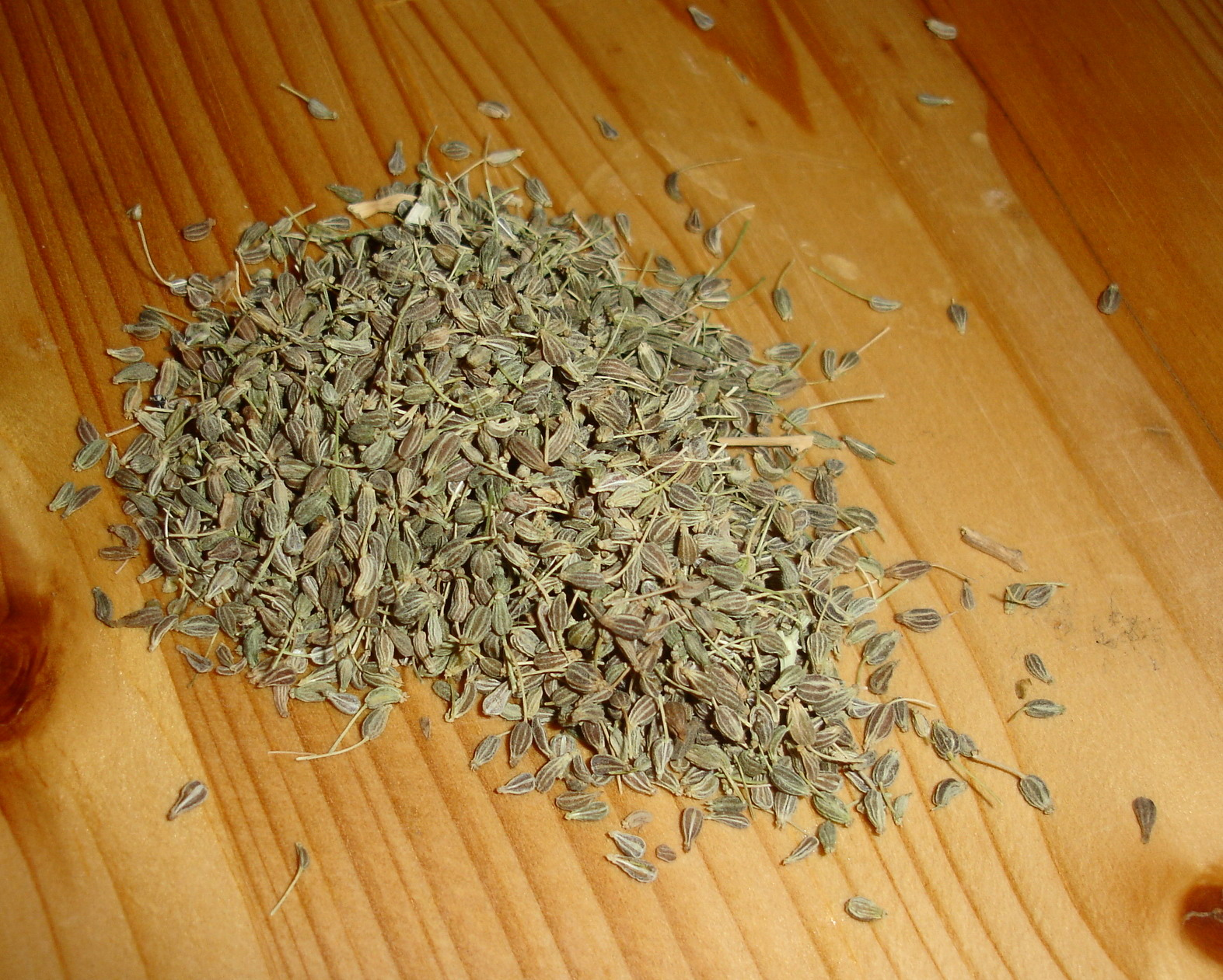
Nasiona anyżu

Są wypiekane z ciasta o takim samym składzie jak przy wyrobie ciasteczek taai taai. Ciasto przeznaczone na pepernoten zawiera dużo przypraw korzennych. Do głównych przypraw korzennych, które nadają pepernoten charakterystyczny smak i zapach należą:
- cynamon
- gałka muszkatołowa
- goździki
- imbir
- kardamon
- biały pieprz
- anyż

Pepernoten są często mylone z ciasteczkami kruidnootjes.
Według tradycji pepernoten powinno się rozsypywać, a nie podawać w miseczce na stole. Gest rozsypywania dookoła pepernoten ma przypominać chłopa obsiewającego pole ziarnem i symbolizować płodność.
Dawniej rozdawane przez Zwarte Pietów pepernoten były mieszane razem z czekoladowymi monetami w płóciennych workach. W dzisiejszych czasach są mieszane razem z cukierkami. Tradycja mieszania pepernoten z czekoladowymi monetami wiąże się z legendą, która mówi, że gdy św. Mikołaj z Miry spotkał trzy młode dziewczyny, które ojciec zmuszał do prostytucji, bo nie był w stanie zapewnić im posagu, to rzucił w ich kierunku złote monety, aby opłaciły nimi swój ślubny posag.